# Mahindra & Mahindra Limited
Mahindra & Mahindra Limited (M&M) es un fabricante de automóviles indio con sede en Bombay, Maharashtra, India. Se trata de uno de los mayores fabricantes de automóviles por la producción en la India y una subsidiaria del conglomerado Grupo Mahindra.  Fue fundada en 1945 en Ludhiana, como Mahindra & Mohammed, por los hermanos KC Mahindra y Mahindra JC y Malik Ghulam Mohammed. Después de que la India obtuviera su independencia y la formación de Pakistán, Mahoma emigró a Pakistán, donde fue nombrado ministro de finanzas de la nación en primer lugar. La compañía cambió su nombre por el de Mahindra & Mahindra en 1948. Comerció el acero con proveedores de Inglaterra y EE. UU. M&M comenzó ensamblando Jeeps CKD (completos) en 1947. Se expandió a la fabricación nacional de vehículos Jeep con un alto nivel de satisfacción local bajo licencia de Kaiser Jeep y, después, de American Motors. Es la n º 21 en la lista de las principales compañías de la India en la lista Fortune 500 en la India de 2011.

## Historia

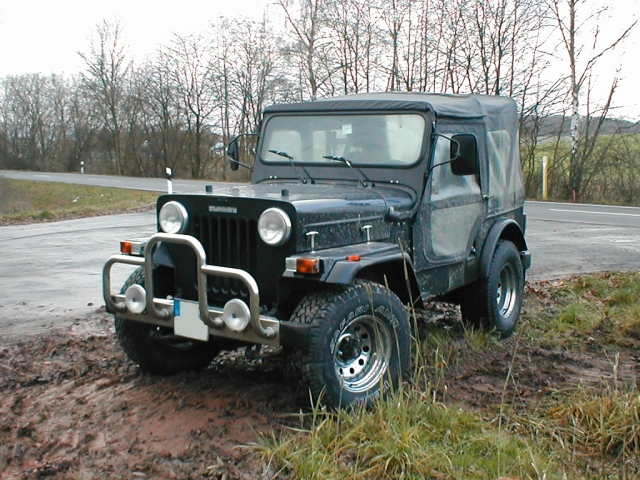
Mahindra Jeep cj 340.

Mahindra & Mahindra se constituyó como una empresa comercial de acero en 1945. Pronto se expandió a la fabricación de vehículos de uso general de servicios públicos, empezando por la Asamblea bajo la licencia de la icónica Willys Jeep en la India. Pronto se estableció como fabricantes de Jeep de la India, con esto M & M se fue diversificando más en la fabricación de vehículos comerciales ligeros (LCV) y tractores agrícolas. En la actualidad, H & M es el líder en el segmento de vehículos utilitarios en la India con su buque insignia el SUV Escorpio y goza de una presencia cada vez mayor del mercado mundial en las empresas tanto de la automoción como del tractor.
En los últimos años, H & M se ha expandido a nuevas industrias y geografías. Entraron en el segmento de vehículos de dos ruedas al hacerse cargo de los motores cinética en la India. M & M también ha participado del control en REVA Electric Car Company y adquirió SsangYong Motor Company de Corea del Sur en 2011.
El Instituto de EE. UU. basado en la reputación recientemente nombró a Mahindra entre las 10 principales empresas de la India en su "Global 200: La mejor compañía en reputación.

## Operaciones

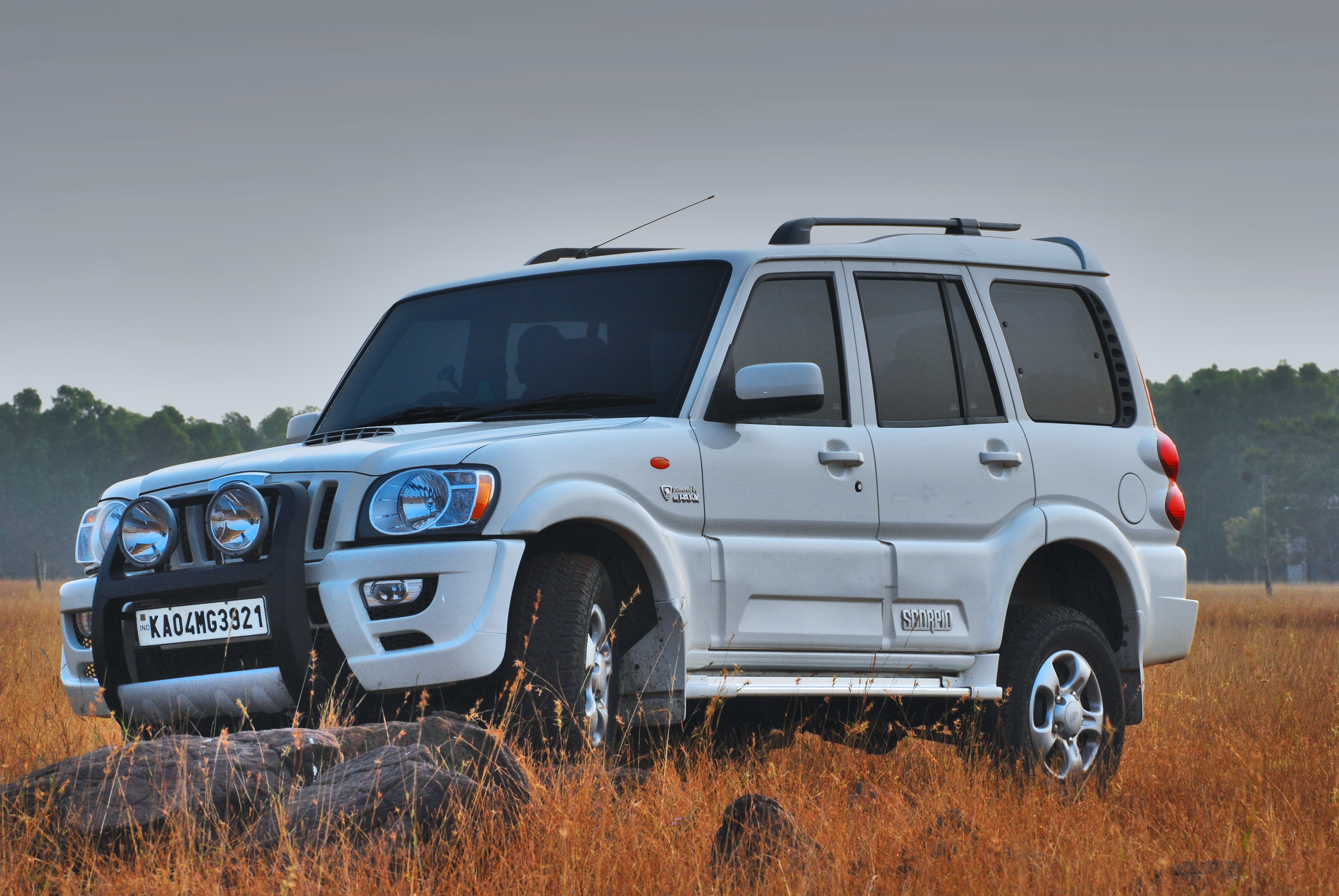
Mahindra Scorpio

Mahindra & Mahindra es un importante fabricante de automóviles de vehículos utilitarios, turismos, furgonetas, vehículos comerciales, y de dos ruedas. Sus tractores se venden en seis continentes. Se ha adquirido plantas en China y el Reino Unido, y tiene tres plantas de ensamblaje en los EE. UU.. M & M cuenta con alianzas con empresas internacionales como Renault S.A, de Francia y con International Truck and Engine Corporation, de EE. UU. En 2008 empezó instalaciones de ensamblaje en Brasil con vehículos ensamblados en la planta de Bramont, Manaus , incluyen el Scorpio, las Pik Ups en cabina simple y doble y los SUV. [22]
M & M tiene una presencia global y sus productos se exportan a varios países. Sus subsidiarias globales incluyen Mahindra Europe Srl, con sede en Italia, Mahindra EE. UU. Inc., Mahindra Sudáfrica y Mahindra (China) Tractor Co. Ltd.
M & M hizo su entrada en el segmento de autos de pasajeros con el Logan en abril de 2007 en conjunto con la empresa Mahindra Renault. M & M hará su entrada inaugural en el segmento de camiones pesados con Mahindra Navistar, la empresa conjunta con International Truck, EE. UU.
La división automotriz de M & M ofrece una amplia gama de vehículos, incluyendo vehículos comerciales, SUVs, MUVs y vehículos de tres ruedas. Ofrece más de 20 modelos que incluyen la nueva generación de servicios públicos, y de varios vehículos como el Scorpio, el Xylo y el bolero.

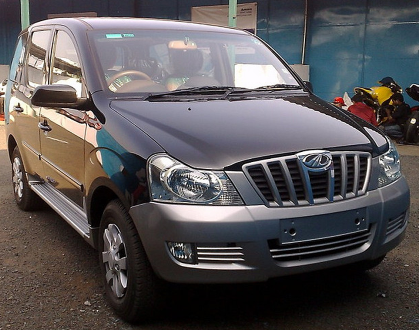
Mahindra Xylo

## Modelos
- Mahindra MM540DP
- Mahindra MM550DP
- Mahindra Armada
- Mahindra Cimarrón
- Mahindra Commander
- Mahindra e2oen, un vehículo eléctrico de unos 8500 euros.[19]
- Mahindra Marshal
- Mahindra Major
- Mahindra Legend
- Mahindra Thar
- Mahindra Invader
- Mahindra Bolero
- Mahindra Xylo
- Mahindra Scorpio
- Mahindra Logan
- Mahindra XUV500
- Mahindra KUV100